# Traagschuim

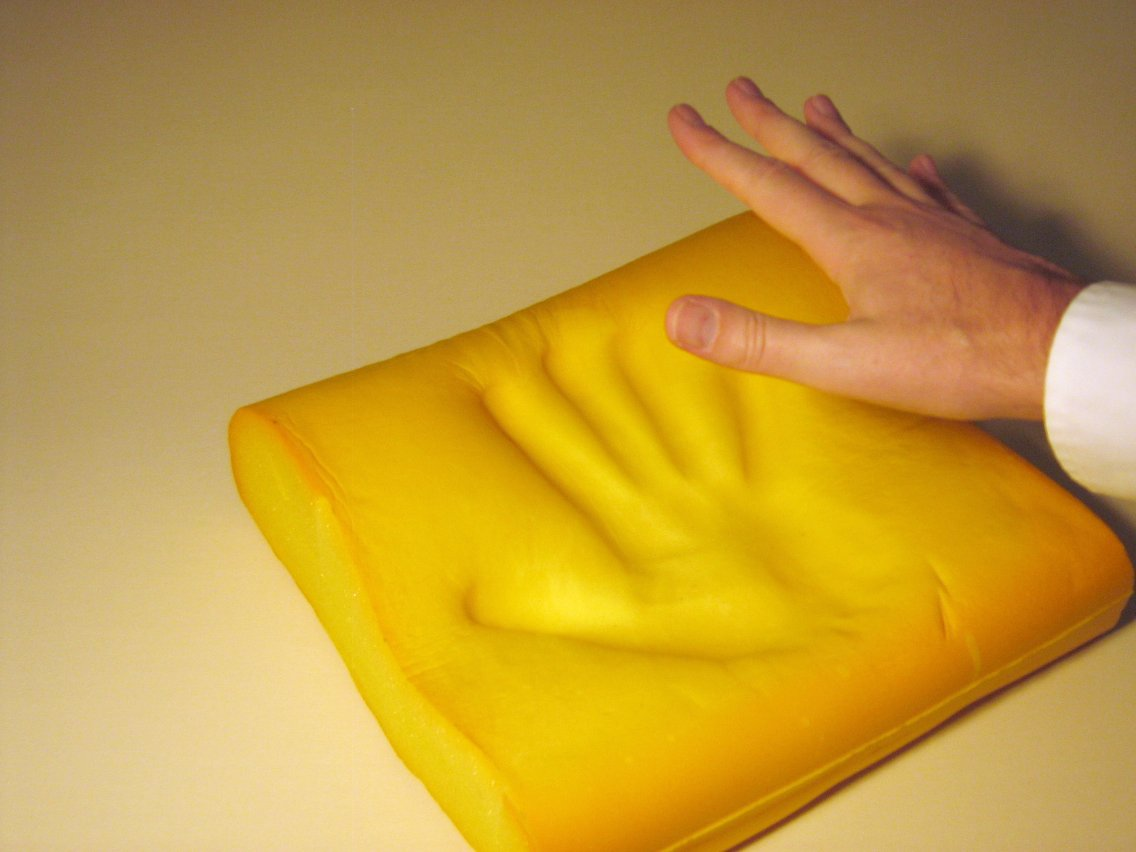
Traagschuim dat langzaam zijn oorspronkelijke vorm aanneemt

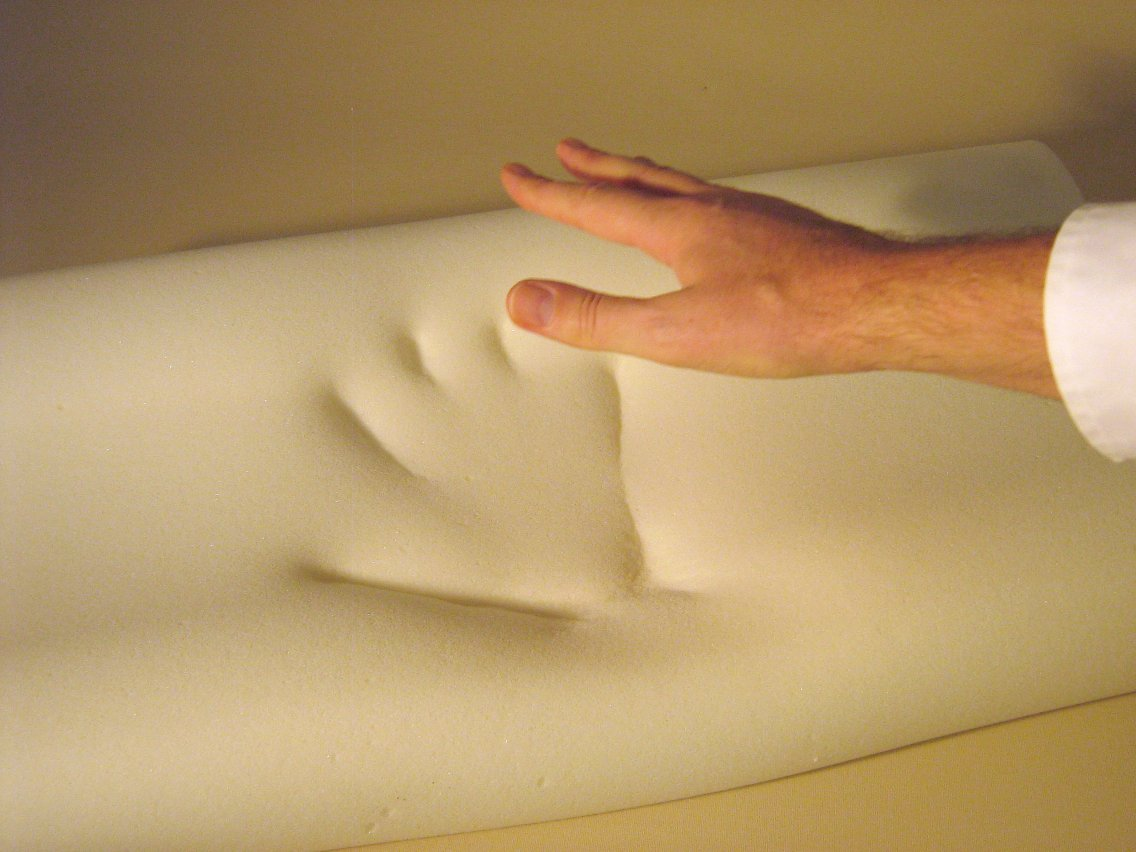
Traagschuim dat snel zijn oorspronkelijke vorm aanneemt

Traagschuim, ook wel: visco-elastisch schuim, nasa-schuim of geheugenschuim, is een materiaal dat, wanneer het ingedrukt is geweest, langzaam in zijn oorspronkelijke vorm terugkeert. Dat kan ongeveer 0,5 tot 5 seconden duren. Daarnaast wordt traagschuim zachter door lichaamswarmte. Het vindt vooral toepassing in matrassen omdat het minder druk geeft op uitstekende lichaamsdelen.
Traagschuim en geheugenschuim zijn synoniemen, maar koudschuim is niet hetzelfde: het materiaal lijkt er enigszins op, maar het is niet visco-elastisch en traagschuim is dat wel.

## Geschiedenis
In 1966 werd traagschuim door NASA ontwikkeld om tijdens de lancering met de Saturnus V-raket de enorme versnellingskrachten op te vangen door de druk beter over het lichaam te verdelen. Men noemde het 'temper foam' omdat het zich vormt naar het lichaam door de lichaamswarmte. Uiteindelijk is het niet door NASA gebruikt, maar vond het wel zijn weg naar speciale medische toepassingen. Traagschuim kreeg grotere bekendheid toen een Zweedse matrassen- en kussenfabrikant het ging toepassen. Men maakte er matrassen van die verkocht werden onder de merknaam 'Tempur'. Aangezien het patent van NASA is vervallen, is er geen licentie nodig om traagschuim te fabriceren. Het materiaal wordt ook in Nederland gemaakt.
In eerste instantie werden matrassen van traagschuim vooral in ziekenhuizen en verpleeghuizen gebruikt om doorligplekken te voorkomen bij mensen die langdurig op bed liggen.
Vanaf ongeveer het jaar 2002 zijn de matrassen een algemeen gangbaar product.

## Materiaal
Traagschuim is een schuim van polyurethaan, net zoals polyetherschuim en koudschuim. Het bestaat uit holle cellen, die niet geheel afgesloten zijn, zodat de lucht in de cellen niet gecomprimeerd wordt als de cellen in elkaar gedrukt worden. Bij kamertemperatuur is het materiaal stug. Het materiaal wordt slapper op die plaatsen waar het door de lichaamswarmte wordt verwarmd. Daardoor zal het materiaal zich voegen naar de vorm van het lichaam, waardoor het gewicht van het lichaam beter verdeeld wordt over het contactoppervlak.
Het materiaal reageert op warmte en druk. Het wordt zacht als het warm wordt. Met name bij traagschuim met een lang geheugeneffect is het schuim daarom 's zomers zachter dan 's winters. Doordat het op temperatuur en gewicht reageert voegt het zich naar iemands lichaam.
Gewoon polyetherschuim kan al in verschillende soorten gemaakt worden (gewicht, stevigheid, structuur), maar bij traagschuim komen daar nog meer mogelijkheden bij. Zo kan het geheugeneffect sterker of minder sterk zijn. Sommige traagschuimen voelen vettig aan.
Traagschuim voor matrassen moet voldoende luchtig zijn, zodat het goed ademt. De cellen van het schuim moeten vrij de lucht kunnen doorlaten. Men noemt dat een 'open celstructuur'.

## Toepassingen
Omdat traagschuim zich vormt door te reageren op lichaamswarmte vindt het vooral toepassing voor extra comfort of bescherming. Voorbeelden zijn: matrassen, hoofdkussens, oordopjes en in helmen.

### Matras
Een matras bestaat meestal uit meerdere lagen. Bijvoorbeeld een bovenlaag van soepel traagschuim en een onderlaag van veerkrachtig schuim. Voor de onderlaag wordt meestal koudschuim gebruikt, soms een stevige traagschuimsoort en soms een pocketverenkern.
Traagschuimmatrassen zijn nooit volledig vervaardigd uit traagschuim. De matras is opgebouwd uit een traagschuimbovenlaag, die geplaatst is op een kern (koudschuim, pocketveren). De kern dient veerkrachtig en ondersteunend te zijn. Er is geen duidelijkheid over wat nu de beste kern is voor traagschuim. Sommigen vinden dat een koudschuimkern de beste resultaten geeft. Anderen beweren dat een pocketverenkern een betere ventilatie garandeert.
In de gezondheidssector worden traagschuimmatrassen gebruikt ter preventie van decubitus. Doordat het gewicht van het lichaam op de matras beter verdeeld wordt, is de doorbloeding beter, en hoeft iemand minder snel om te draaien of omgedraaid te worden. Zowel bij zij- als bij rugligging zorgt het voor een betere ondersteuning. Als men op de zij slaapt, voegt het zich naar de heupen en steunt het het lichaam ook in de lendenen. Bij rugligging kantelt het bekken enigszins en is er ook ondersteuning in de lendenen.
De uitstekende delen zullen meer wrijving veroorzaken en dus meer warmte geven. Daardoor wordt het traagschuim juist op die plaats zachter en kunnen de uitstekende delen daar iets dieper in het schuim komen. Daardoor zal de matras het hele lichaam ondersteunen.
Omdat een bed vaak niet alleen dient om in te slapen is het van belang te bedenken dat traagschuim diep inveert bij sterke lokale belasting. Op de knieën zitten zorgt dus voor diep inzakken. Zich over het bed verplaatsen gaat heel anders dan op traditionelere matrassen.

### Hoofdkussen
Bij hoofdkussens wordt vaak een zacht en luchtig traagschuim gebruikt. Veelal is een extra verhoging voor de nek aanwezig, zodat die goed wordt ondersteund. Men noemt die verhoging soms een 'nekrol' en het resulterende kussen een 'nekrolkussen'. Sommige hoofdkussens zijn niet uit een groter blok uitgesneden maar tijdens de fabricage in een vorm gegoten. Aan de buitenkant zijn dan geen cellen te zien (zoals bij een spons), maar een rubberachtige laag. Gegoten schuim ademt minder goed dan de geschuimde variant met open celstructuur en neemt ook minder goed vocht op. Gegoten schuim wordt daarom steeds minder toegepast.

## Merken
Fabrikanten leveren het schuim in verschillende diktes. De meeste matrasfabrikanten kopen het traagschuim in en stellen zelf de matras samen. Het feit dat het materiaal door NASA werd ontwikkeld zet sommige fabrikanten aan tot het bedenken van extravagante merknamen die verwijzen naar de ruimtevaart.